# Іслам Шах Сурі
Іслам Шах Сурі (*д/н —22 листопада 1554) — 2-й султан з династії Сурі, який правив у північній Індії у 1545–1554 роках.

## Життєпис
Був другим сином Шер Шаха Сурі. При народженні отримав ім'я Джалал-хана. Замолоду допомагав батькові у боротьбі з моголами на чолі із Хумаюном. За цей період виявив значні політичні, дипломатичні та військові здібності. Тому після загибелі Шер Шаха у 1545 році афганська знать обрала саме Джалаля.
Після сходження на трон він прийняв ім'я Іслам шаха. Відразу стикнувся із заколотом свого старшого брата Аділ-хана, проте у вирішальній битві при Агрі Іслам Шах розбив ворога. Вслід за цим зміцнив свою владу всередині державу.
У внутрішній політиці продовжував політику батька із послаблення знаті, закріпленню фінансових та адміністративних реформ, які розпочалися ще за Шер Шаха. У 1553 році відбив спробу Хумаюна повернути собі трон. Але у 1554 році Іслам шах захворів й раптово помер. Перед смертю призначив спадкоємцем свого 12-річного сина Фіруза.